# Piper malacophyllum
Piper malacophyllum là một loài thực vật có hoa trong họ Hồ tiêu. Loài này được (C.Presl) C.DC. miêu tả khoa học đầu tiên năm 1869.